# Мельников, Алексей Прокофьевич
Алексе́й Проко́фьевич Ме́льников (1820—1872) — русский архитектор, академик Императорской Академии художеств.

## Биография
Родился 17 (29) марта 1820 года.
В 1842 году был аттестован художником-архитектором Императорской Академии художеств; звание академика получил в 1851 году.
Состоял архитектором при Департаменте военных поселений (1842—1858), в Техническо-строительном комитете МВД (с 1867).
Среди основных работ: ряд церквей в Новоладожском уезде; в Санкт-Петербурге — реконструкция казарм Преображенского, Семёновского полков и других воинских частей; доходный дом (5-я Советская, 21в, 1853–1854).
Постройки для Семёновского полка по проекту архитектора А. П. Мельникова (1855). Солдатские казармы были капитально отремонтированы, был изменён их внешний облик. На углах появились рустованные лопатки, окна получили профилированные обрамления, фронтоны заменили аттиками. В этом виде постройки сохранились до нашего времени: двухэтажные ротные казармы (Рузовская ул., 4 и 6; Загородный пр., 46, 46 А, 48 и 50); трехэтажные корпуса (Звенигородская ул., 3 и Рузовская ул., 8).
Умер 14 (26) марта 1872 года. Похоронен на Волковском православном кладбище.
Жена — Екатерина Андреевна (14.11.1821 — 28.11.1893). Дочь — Агрипина (25.06.1845 — 15.12.1893).